# Estación Calle Powell
Estación Calle Powell es una estación en las líneas Dublin/Pleasanton–Daly City, Pittsburg/Bay Point–SFO/Millbrae, Fremont–Daly City y Richmond–Millbrae del BART, administrada por "El" Distrito de Transporte Rápido del Área de la Bahía y del Ferrocarril Municipal de San Francisco (MUNI). La estación se encuentra localizada en 899 Market Street Market Street en el Distrito Financiero, San Francisco, California. La estación Estación Calle Powell fue inaugurada el sistema del BART el 3 de noviembre de 1973 y en noviembre de 1982 para el Ferrocarril Municipal de San Francisco.

## Descripción
La estación Estación Calle Powell cuenta con 2 plataformas centrales y 4 vías. 

## Conexiones
La estación es abastecida por las siguientes conexiones de autobuses: 
- Rutas del MUNI      F Market & Wharves California Street Cable Car

Línea Powell/Mason Cable Car

5 Fulton 

6 Parnassus 

8X Bayshore Express 

8AX Bayshore "A" Express 

8BX Bayshore "B" Express 

9 San Bruno 

9L San Bruno Limited 

16X Noriega Express 

21 Hayes 

27 Bryant 

30 Stockton 

31 Balboa 

45 Union-Stockton 

71 Haight-Noriega 

71L Haight-Noriega Limited 

91 Owl 

L Owl 

N Owl 
AC Transit

800 All Nighter
Independent Transit Operator

Jitney Bus 
Valley of the Moon Commute Club

Sonoma-San Francisco^

^Paradas en Mission Street entre las Calles 4 y 5
Acceso vía San Francisco Shopping Center
California Shuttle Bus

Oakland-San Jose-Los Angeles

(Ellis & Mason)
Amtrak Thruway Bus Service

Emeryville-San Francisco